# Langnau bei Reiden
Langnau bei Reiden är en ort i kommunen Reiden i kantonen Luzern i Schweiz. Den ligger cirka 33 kilometer nordväst om Luzern, vid floden Wigger. Orten har 1 119 invånare (2023).
Orten var före den 1 januari 2006 en egen kommun, men inkorporerades då tillsammans med Richenthal i kommunen Reiden.